# Xysticus insulicola
Xysticus insulicola is een spinnensoort uit de familie van de krabspinnen (Thomisidae).
De wetenschappelijke naam van de soort werd in 1906 gepubliceerd door Friedrich Wilhelm Bösenberg & Embrik Strand.